# Toni Szavevszki
Toni Szaveszki, macedónul: Тони Савевски (Bitola, 1963. június 14. –) jugoszláv válogatott macedón labdarúgó, középpályás, olimpikon, edző.

## Pályafutása

### Klubcsapatban
A Peliszter korosztályos csapatában kezdte a labdarúgást. 1980 és 1988 között a Vardar, 1988 és 2001 között a görög AÉK labdarúgója volt. Az athéni csapattal négy görög bajnok címet és három kupagyőzelmet ért el.

### A válogatottban
Tagja volt az 1984-es U21-es Európa-bajnokságon elődöntős válogatottnak. A jugoszláv olimpiai válogatottban két alkalommal szerepelt és az 1988-as szöuli olimpián kilencedik lett a csapattal. 1988–89-ben két alkalommal szerepelt a jugoszláv A-válogatottban. 1994 és 2000 között nyolc alkalommal a macedón válogatottban játszott.

### Edzőként
2001-ben az AÉK, 2001–02-ben a ciprusi Apóllon Lemeszú, 2002 és 2004 között az ASZ Omónia vezetőedzője volt. 2004 és 2012 között az AÉK ifjúsági sportigazgatójaként és edzőjeként dolgozott. 2012–13-ban ismét az Omónia szakmai munkáját irányította. Az Omónia csapatával a 2002–03-as idényben bajnokságot, 2003-ban szuperkupát nyert.

## Sikerei, díjai

### Játékosként
Jugoszlávia
- U21-es labdarúgó-Európa-bajnokság
  - bronzérmes: 1984

 AÉK
- Görög bajnokság
  - bajnok (4): 1988–89, 1991–92, 1992–93, 1993–94
- Görög kupa
  - győztes (3): 1996, 1997, 2000
- Görög szuperkupa
  - győztes (2): 1989, 1996
- Görög ligakupa
  - győztes: 1990

### Edzőként
ASZ Omónia
- Ciprusi bajnokság
  - bajnok: 2002–03
- Ciprusi szuperkupa
  - győztes: 2003

## Statisztika

### Klubpályafutás
| Csapat   | Ország      | Bajnokság  | Idény    | Mérk. | Gól |
| -------- | ----------- | ---------- | -------- | ----- | --- |
| Vardar   | Jugoszlávia | Prva liga  | 1980–81  | 19    | 0   |
| Vardar   | Jugoszlávia | Prva liga  | 1981–82  | 20    | 1   |
| Vardar   | Jugoszlávia | Prva liga  | 1982–83  | 13    | 0   |
| Vardar   | Jugoszlávia | Prva liga  | 1983–84  | 29    | 2   |
| Vardar   | Jugoszlávia | Prva liga  | 1984–85  | 30    | 0   |
| Vardar   | Jugoszlávia | Prva liga  | 1985–86  | 30    | 0   |
| Vardar   | Jugoszlávia | Prva liga  | 1986–87  | 33    | 1   |
| Vardar   | Jugoszlávia | Prva liga  | 1987–88  | 27    | 3   |
| Vardar   | Jugoszlávia | Prva liga  | 1988–89  | 13    | 4   |
| AÉK      | Görögország | A' ethnikí | 1988–89  | 17    | 6   |
| AÉK      | Görögország | A' ethnikí | 1989–90  | 34    | 5   |
| AÉK      | Görögország | A' ethnikí | 1990–91  | 34    | 7   |
| AÉK      | Görögország | A' ethnikí | 1991–92  | 29    | 3   |
| AÉK      | Görögország | A' ethnikí | 1992–93  | 33    | 4   |
| AÉK      | Görögország | A' ethnikí | 1993–94  | 31    | 4   |
| AÉK      | Görögország | A' ethnikí | 1994–95  | 23    | 3   |
| AÉK      | Görögország | A' ethnikí | 1995–96  | 31    | 2   |
| AÉK      | Görögország | A' ethnikí | 1996–97  | 33    | 4   |
| AÉK      | Görögország | A' ethnikí | 1997–98  | 32    | 5   |
| AÉK      | Görögország | A' ethnikí | 1998–99  | 25    | 7   |
| AÉK      | Görögország | A' ethnikí | 1999–00  | 31    | 2   |
| AÉK      | Görögország | A' ethnikí | 2000–01  | 3     | 0   |
| Összesen | Összesen    | Összesen   | Összesen | 591   | 81  |

### Mérkőzései a jugoszláv válogatottban
| Jugoszlávia | Jugoszlávia         | Jugoszlávia             | Jugoszlávia | Jugoszlávia | Jugoszlávia | Jugoszlávia | Jugoszlávia | Jugoszlávia |
| #           | Dátum               | Helyszín                | Hazai       | Eredmény    | Vendég      | Kiírás      | Gólok       | Esemény     |
| ----------- | ------------------- | ----------------------- | ----------- | ----------- | ----------- | ----------- | ----------- | ----------- |
| 1.          | 1988. augusztus 24. | Luzern, Allmend-stadion | Svájc       | 0 – 2       | Jugoszlávia | barátságos  | -           | 82'         |
| 2.          | 1989. december 13.  | London, Wembley Stadion | Anglia      | 2 – 1       | Jugoszlávia | barátságos  | -           |             |
|             | Összesen            |                         |             | 2           | mérkőzés    |             | 0           | gól         |

### Mérkőzései a macedón válogatottban
| Észak-Macedónia | Észak-Macedónia     | Észak-Macedónia             | Észak-Macedónia | Észak-Macedónia | Észak-Macedónia | Észak-Macedónia | Észak-Macedónia | Észak-Macedónia |
| #               | Dátum               | Helyszín                    | Hazai           | Eredmény        | Vendég          | Kiírás          | Gólok           | Esemény         |
| --------------- | ------------------- | --------------------------- | --------------- | --------------- | --------------- | --------------- | --------------- | --------------- |
| 1.              | 1994. október 12.   | Szkopje, Városi Stadion     | Macedónia       | 0 – 2           | Spanyolország   | Eb-selejtező    | -               |                 |
| 2.              | 1995. szeptember 6. | Szkopje, Városi Stadion     | Macedónia       | 1 – 2           | Örményország    | Eb-selejtező    | -               |                 |
| 3.              | 1995. október 11.   | Limassol, Círio Stadion     | Ciprus          | 1 – 1           | Macedónia       | Eb-selejtező    | -               |                 |
| 4.              | 1996. március 27.   | Prilep, Goce Delčev Stadion | Macedónia       | 1 – 0           | Málta           | barátságos      | -               | 46'             |
| 5.              | 1999. szeptember 5. | Belgrád, JNA Stadion        | Jugoszlávia     | 3 – 1           | Macedónia       | Eb-selejtező    | -               |                 |
| 6.              | 1999. szeptember 8. | Szkopje, Városi Stadion     | Macedónia       | 2 – 4           | Jugoszlávia     | Eb-selejtező    | -               | 46'             |
| 7.              | 1999. október 9.    | Szkopje, Városi Stadion     | Macedónia       | 1 – 1           | Írország        | Eb-selejtező    | -               |                 |
| 8.              | 2000. szeptember 3. | Pozsony, Tehelné pole       | Szlovákia       | 2 – 0           | Macedónia       | vb-selejtező    | -               |                 |
|                 | Összesen            |                             |                 | 8               | mérkőzés        |                 | 0               | gól             |